# اوجی‌ال‌ای-۲۰۰۵-بی‌ال‌جی-۱۶۹ال
اوجی‌ال‌ای-۲۰۰۵-بی‌ال‌جی-۱۶۹ال یک ستاره است که در صورت فلکی کمان قرار دارد.